# Ayman al-Zawahiri
Ayman Mohammed Rabie al-Zawahiri (arabisk: أيمن محمد ربيع الظواهري, tr. ʾAyman Muḥammad Rabīʿ aẓ-Ẓawāhirī, 19. juni 1951 – 31. juli 2022) var en egyptisk kirurg, islamisk teolog og leder af Al-Qaeda, en post han overtog efter Osama Bin Laden. Zawahiri var tidligere medlem af flere forskellige militante, islamistiske grupper, der både har faciliteret og udført flere angreb i USA, Asien, Afrika og Mellemøsten.

## Alternative navne
Zawahiri har gennem tiden anvendt flere forskellige navne, heriblandt Abu Muhammad / Abu Mohammed (أبو محمّد), Abu Fatima (أبو فاطمة), Muhammad Ibrahim (محمّد إبراهيم), Abu Abdallah (أبو عبدالله), Abu al-Mu'iz (أبو المعز), Nur (نور), Ustaz (أستاذ), Abu Mohammed Nur al-Deen (أبو محمّد نورالدين), Abdel Muaz / Abdel Moez / Abdel Muez (عبدالمعز).

## Biografi
Ayman al-Zawahiri blev født i 1951 i Maadi, Cairo i Egypten, der på daværende tidspunkt var et kongedømme ledet af Kong Farouk. Hans forældre, Mohammed Rabie al-Zawahiri og Umayma Azzam, blev anset for at være en del af den øvre middelklasse grundet deres bopæl i Maadi, en dengang velstående forstad til Cairo. Ayman har en yngre bror, Mohammed al-Zawahiri og en søster, Heba Mohamed al-Zawahiri.

### Forældre
Begge Zawahiris forældre kom fra velstående familier. Hans far, Mohammed Rabie al-Zawahiri, var ud af en stor familie med mange læger og lærde. Mohammed Rabie blev først kirurg og siden professor ved Cairo Universitet i Giza. Aymans mor, Umayma Azzam, kom fra en rig og politisk aktiv klan. Ayman har flere gange givet udtryk for sin store ømhed over for sin mor og hendes bror, Mahfouz Azzam, blev en rollemodel for Ayman, da han var teenager.

### Søskende
Aymans bror, Mohammed al-Zawahiri, blev af sin storebror sendt til Balkan i 1993. Ayman al-Zawahiri sendte Mohammed op for at mødes med Alija Izetbegović, der var fører for én af enhederne, der kæmpede på den bosniske side i krigen, for at følge statussen på islamiseringen af den bosniske hær samt for at se, hvordan midlerne sendt til de kæmpende mujahideen i Bosnien blev brugt. Mohammed var kendt for at være ekspert i logistik og menes at være Egyptisk Islamisk Jihad militære leder. Han arbejdede i Bosnien, Kroatien og Albanien under dække af at være tilknyttet den saudiske velgørenhedsorganisation International Islamic Relief Organization. Han blev i 2000, mens han skjulte sig i De Forenede Arabiske Emirater, anholdt og udleveret til Egypten, hvor han blev idømt dødsstraf. Han sad fængslet i Tora-fængslet i Cairo som politisk fange. Han blev af myndighederne anklaget for at være formand for en aktivistkomité i Islamisk Jihad, der organiserede terroraktioner. Efter den Egyptiske revolution 2011 blev han 17. marts 2011 løsladt af Det øverste råd for de militære styrker, der fungerede som Egyptens overgangsregering. Hans advokat udtalte, at han var blevet presset for oplysninger om sin bror, Ayman.

### Uddannelse
Ayman al-Zawahiri var eftersigende en flittig elev. Han brillerede i skolen, elskede poesi og 'hadede voldelige sportsgrene', som han syntes var 'inhumane'. Zawahiri dimitterede i 1974 fra Cairo Universitet med udmærkelse, hvorefter han tjente tre år i den egyptiske hær som kirurg. Herefter etablerede han sin egen klinik nær hans forældres hjem. I 1978 opnåede han en kandidatgrad i kirurgi.
Zawahiri har en bred viden om islamisk teologi og islamisk historie. Han fortolker religiøse emner radikalt, stærkt inspireret af især Sayyid Qutb. Han taler arabisk, engelsk og fransk.

#### Ungdomsaktivisme
Zawahiri var som studerende engageret i ungdomsaktivisme. Han blev både politisk og religiøst bevidst under indflydelse af sin onkel, Mahfouz Azzam, og lærer Mostafa Kamel Wasfi. Han blev inspireret af Sayyid Qutbs lære, der sagde, at for at give islam og alle muslimer genrejsning, var det nødvendigt med en islamisk 'fortrop' (engelsk: vanguard) af sande muslimer, der levede som de oprindelige tilhængere af Mohammed (Sahaba).
Da han var fyldt 14, var Zawahiri blevet medlem af Det Muslimske Broderskab. Året efter henrettede den egyptiske regering under præsident Nasser Qutb for beskyldninger om konspiration, og Zawahiri dannede sammen med fire andre unge studerende en "undergrundscelle, dedikeret til at vælte regeringen og etablere en islamisk stat". Det var i denne tidlige alder, at Zawahiri udviklede sit livs mission, nemlig at "omdanne Qutbs vision til virkelighed". Hans celle blev efterfølgende lagt sammen med to andre og dannede Egyptisk Islamisk Jihad, også kaldet Al-Jihad.

### Karriere
På det medicinske område arbejde Zawahiri som kirurg. I 1985 rejste han til Saudi-Arabien på pilgrimsrejse og valgte i den anledning at blive i Jeddah og praktisere medicin i et år. Med sit efter sigende gode omdømme som en dygtig kirurg, blev han Osama bin Ladens personlige læge og rådgiver, efter deres to organisationer blev lagt sammen. Han mødte første gang bin Laden i Jeddah i 1986.

#### Røde Halvmåne
I 1981 rejse Zawahiri til Peshawar i Pakistan, hvor han arbejde på et Røde Halvmåne-hospital og behandlede sårede flygtninge. Her blev han desuden venner med canadiske Ahmed Khadr, idet de to havde en række samtaler om behovet for en islamisk regering og om det afghanske folks behov.
I 1993 rejste Zawahiri til USA, hvor han prædikede i flere moskéer i Californien under brug af pseudonymet Abdul Mu'iz, idet han forsøgte at indsamle midler til afghanske børn, der var blevet såret af sovjetiske landminer. Han formåede dog kun at indsamle 2000 $.

### Ægteskab
Ayman al-Zawahiri har været gift mindst fire gange i sit liv. I 1978 giftede han sig med Azza Ahmed Nowari, en filosofistuderende ved Cairo Universitet. Deres bryllup, der blev holdt på Continental Hotel på Operapladsen, var meget konservativt, med adskilte områder for mænd og kvinder samt ingen musik, billeder eller opløftet stemning. Mange år senere, efter USA angreb Afghanistan efter 11. september-angrebene, var Azza ikke klar over, at Zawahiri tilsyneladende havde været jihadi-leder gennem de sidste ti år.
I juni 2012 offentliggjorde én af Zawahiris fire koner, Umaima Hassan, en pressemeddelelse på internettet, der roste de muslimske kvinders rolle under Det arabiske forår.

### Børn
Med Azza fik Ayman al-Zawahiri fire døtre, Fatima (f. 1981), Umayma, Nabila (f. 1986) og Khadiga (f. 1987) og én søn, Mohammed. Ti år efter Mohammeds fødsel fik parret datteren Aisha, der blev født med Downs syndrom. I februar 2004 blev Abu Zubayda udsat for waterboarding og fortalte at Abu Turab al-Urduni havde giftet sig med én af Zawahiris døtre.
I første halvdel af 2005 blev datteren Nawwar født.

### Familiemedlemmers død
Zawahiris kone og to af hans seks børn blev slået ihjel ved et amerikansk luftangreb på Afghanistan i slutningen af 2001. Azza, Mohammed og Aisha var i en bygning, der blev bombet, og Azza blev fanget under nogle murbrokker. Hun 'afviste at blive gravet fri', fordi 'mænd i så fald ville se hendes ansigt' [kilde mangler]. Datteren Aisha kom ikke til skade under angrebet, men døde af kulde samme nat, da afghanske redningsarbejdere forsøgte at befri Azza.
Zawahiri har efterfølgende skrevet om sin vrede over offentlighedens reaktion over drabet på sin datter, der stadig var et spædbarn ved sin død.

## Militante aktiviteter

### Attentater

#### Egypten
I 1981 blev Zawahiri sammen med hundreder af andre arresteret som følge af mordet på den egyptiske præsident Anwar Sadat. Attentatet blev i første omgang forpurret, da myndighederne fik nys om Al-Jihads plan efter at have arresteret en aktivist i februar 1981. Præsident Sadat iværksatte anholdelsen af mere end 1500 mennesker, mange af dem medlemmer af Al-Jihad, men fik ikke ram på en celle ledet af løjtnant Khalid Islambouli, der formåede at slå præsidenten ihjel ved en militærparade samme oktober. Zawahiris advokat, Montasser el-Zayat, sagde at han var blevet udsat for tortur i fængslet.
I sin bog, Al-Zawahiri as I Knew Him, fastholder el-Zayat, at Zawahiri under tortur begået af det egyptiske politi, efter hans arrestation i forbindelse med mordet på Sadat i 1981, afslørede hvor Essam al-Qamari, et centralt medlem af Al-Jihads Maadi-celle, opholdt sig. Dette førte til al-Qamaris arrestation og senere henrettelse.
I 1993 forsøgte Zawahiri og Egyptisk Islamisk Jihad at myrde indenrigsminister Hassan al-Alfi, der havde stået for en hård kurs over for de militante islamister. En bombe monteret på en motorcykel blev detoneret ved siden af ministerens bil, hvilket dræbte bombemanden og hans hjælper, men ikke ministeren. Tre måneder senere forsøgte gruppen at myrde premierminister Atef Sidqi, hvilket også slog fejl. Bombeangrebet på Sidqis bil sårede 21 mennesker og dræbte en ung skolepige, Shayma Abdel-Halim. Begivenheden fandt sted efter to års mordaktioner fra en anden islamistisk gruppering, al-Gama'a al-Islamiyya, hvilket havde resulteret i 240 dræbte. Hendes begravelse blev et offentligt tilløbsstykke, idet hendes kiste blev båret gennem Cairos gader, mens folkemængden råbte "Terrorisme er Guds fjende!". Politiet arresterede 280 af al-Jihads medlemmer og henrettede seks.

#### Pakistan
Egyptisk Islamisk Jihads første succes under Zawahiris ledelse kom i 1995, da gruppen bombede den egyptiske ambassade i Islamabad, Pakistan. Bin Laden tog dog afstand fra operationen, idet det stillede Pakistan, der var 'den bedste vej ind i Afghanistan', mere skeptisk.
I juli 2007 under Lal Masjid-belejringen gav Zawahiri vejledning til de to militante islamister Abdul Rashid Ghazi og Abdul Aziz Ghazi, der ledte moskéen og den nærliggende madrassa. Konflikten, der endte med at den pakistanske hær stormede området, resulterede i 100 døde. Zawahiri var desuden impliceret i mordet på tidligere pakistanske premierminister Benazir Bhutto 27. december 2007.

#### USA
7. august 1998 blev de amerikanske ambassader i Dar es Salaam, Tanzania og Nairobi, Kenya bombet samtidig, hvilket resulterede i flere hundrede døde og over 4000 sårede. Angrebene bragte for alvor Osama bin Laden og Ayman al-Zawahiri frem i offentligheden.
12. oktober 2000 udførte Al-Qaeda et selvmordsangreb på det amerikanske krigsskib USS Cole, der lå i havn i Aden, Yemen. 17 amerikanere blev dræbt og 39 sårede i angrebet, der fik Al-Qaedas øverste ledere, Osama bin Laden, Ayman al-Zawahiri og Mohammed Atef til at flygte til forskellige steder af frygt for et amerikansk gengældelsesangreb.
10. oktober 2001 offentliggjorde den daværende amerikanske præsident, George W. Bush, en liste over FBI's 22 mest eftersøgte terrorister, der inkluderede Zawahiri. Det amerikanske udenrigsministerium udlovede efter terrorangrebet 11. september 2001 en dusør på 25 millioner USD for information, der førte til Zawahiris pågribelse. I begyndelsen af november 2001 offentliggjorde Taliban-regeringen, at den havde tildelt afghansk statsborgerskab til Zawahiri, bin Laden, Mohammed Atef, Saif al-Adl og Asim Abdulrahman.

### Organisationer

#### Egyptisk Islamisk Jihad
Ayman al-Zawahiri var den anden og sidste 'emir' for Egyptisk Islamisk Jihad, idet han efterfulgte Abbud al-Zumar, da denne blev idømt livsvarigt fængsel af de egyptiske myndigheder. Det var Zawahiris håb at kunne rekruttere officerer fra militæret og anskaffe sig våben i forberedelsen på det rette øjeblik, hvor det ville være muligt at "omvælte den eksisterende orden". Chefstrategen i Egyptisk Islamisk Jihad (eller bare Al-Jihad) var Aboud al-Zumar, en oberst i den militære efterretningstjeneste, hvis mål var at slå landets vigtigste ledere, indtage de militære hovedkvarterer, telefonomstillingsbygningen samt radio- og tv-bygningen, hvorfra nyheden om den islamiske revolution skulle udsendes. Han forventede, at denne nyhed ville fremprovokere en folkelig opstand mod de sekulære myndigheder over hele landet.

#### Maktab al-Khadamat
Under en rejse til Peshawar i Pakistan mødtes Zawahiri med bin Laden, der drev en base for mujahideen kaldet Maktab al-Khadamat(MAK), grundlagt af palæstinenseren sheikh Abdullah Yusuf Azzam. Sheikh Azzam var imod de meget radikale tendenser hos Zawahiri og andre militante fra Al-Jihad, og de to grupperinger kæmpede om at få midler fra bin Laden. Zawahiri rejste på dette tidspunkt med to falske pas, et schweizisk med navnet Amin Uthman og et hollandsk i navnet Mahmoud Hifnawi.

#### Al-Qaeda
I 1998 besluttede Zawahiri officielt at lægge Egyptisk Islamisk Jihad ind under Al-Qaeda. Ifølge et tidligere Al-Qaeda-medlem havde Zawahiri arbejdet for al-Qaeda siden dens grundlæggelse og var allerede medlem af bevægelsens shura-råd. Han blev ofte beskrevet som Osama bin Ladens løjtnant, men blev af bin Ladens egen biograf beskrevet som "den egentlige hjerne bag Al-Qaeda".
23. februar 1998 udstedte al-Zawahiri og Osama bin Laden en fælles fatwa, kaldet Verdens islamistiske front for jihad mod jøder og korsfarere. Zawahiri menes at have været den egentlige forfatter til fatwaen.

##### Al-Qaedas øverstkommanderende
Det amerikanske udenrigsministerium rapporterede 30. april 2009, at Ayman al-Zawahiri var trådt frem som al-Qaedas øverste operative og strategiske chef, og at Osama bin Laden nu kun var organisationens ideologiske kransekagefigur. Dette billede blev dog delvist forstyrret efter raidet på Abbottabad, der førte til Osama bin Ladens død i 2011. En amerikansk efterretningskilde har udtalt, at der i denne forbindelse blev fundet materiale der viste, at bin Laden stadig indtil sin død var kraftigt involveret i operationsplanlægning.
Efter bin Ladens død udtalte Juan Zarate, tidligere vice-sikkerhedsrådgiver for terrorbekæmpelse, at det var klart, at Zawahiri ville blive al-Qaedas nye leder. En fremtrædende amerikansk embedsmand udtalte dog, at selvom Zawahiri højst sandsynligt ville blive al-Qaedas næste leder, var hans autoritet ikke "alment accepteret" blandt al-Qaedas tilhængere, især i Golf-regionen. Zarate udtalte desuden, at Zawahiri var mere kontroversiel og mindre karismatisk en leder end bin Laden.

##### Officiel udnævnelse
Den 2. maj 2011, efter Osama bin Ladens død, blev Ayman al-Zawahiri officielt Al-Qaedas leder. Al-Qaedas topledelse offentliggjorde dette i en pressemeddelelse 16. juni 2011. Den over en måned forsinkede offentliggørelse fik nogle analytikere til at mene, at al-Qaeda led af intern splittelse: "Det viser ikke ligefrem, at han har meget goodwill" udtalte en topjournalist til CNN. Både USA's forsvarsminister Robert Gates samt formanden for værnscheferne Mike Mullen har dog fastholdt at forsinkelsen ikke viser tegn på splittelse i al-Qaeda, og Mullen gentog samme dag sine dødstrusler mod Zawahiri. Både Robert Gates og kilder fra Obamas administration har udtalt, at Zawahiri - på trods af sin intelligens - får det svært som leder, idet han hverken har samme kamperfaring eller karisma som bin Laden.
Terroranalytiker Magnus Ranstorp fra det svenske Forsvarsakademi har sagt, at idet Zawahiri hverken har samme status eller personlighed som bin Laden, vil han fokusere på at angribe Vesten som gengældelse for mordet på bin Laden og for at promovere sig selv.

### Politisk asyl
Ayman al-Zawahiri har flere gange søgt, og i enkelte tilfælde også opnået, politisk asyl i flere lande. Ikke-bekræftede kilder siger, at al-Zawahiri faktisk opnåede politisk asyl i Danmark i 1991.

### Fængsling

#### Egypten
Zawahiri blev idømt tre års fængselsdom for våbenhandel og afsluttede sin afsoning i 1984.

#### Rusland
Zawahiri forsvandt tilsyneladende på et tidspunkt i 1994, men et falsk pas, han brugte på daværende tidspunkt, viser at han rejste til Malaysia, Taiwan, Singapore og Hong Kong. 1. december 1996 rejste Ahmed Salama Mabruk og Mahmoud Hisham al-Hennawi - begge på falske pas - sammen med Zawahiri til Tjetjenien, i håb om at genetablere den svindende Al-Jihad-organisation. Zawahiri rejste under navnet Abdullah Imam Mohammed Amin og spillede på sin medicinske baggrund for at opnå legitimitet. Selvom gruppen skiftede køretøj tre gange, blev de arresteret få timer efter at være kommet ind på russisk territorium, og afventede i flere måneder dom i et fængsel i Makhatjkala. Alle tre nægtede sig skyldige og holdt sig til deres falske identiteter. De fik yderligere andre Al-Jihad-medlemmer til at skrive til de russiske myndigheder under dække af at være forretningsmænd, der ønskede deres 'kolleger', der var anholdt på falsk grundlag, løsladt. Det russiske parlamentsmedlem Nadyr Khachiliev opfordrede også til deres løsladelse, idet de to Al-Jihad-medlemmer Ibrahim Eidarous og Tharwat Salah Shehata rejste til Dagestan for at tale de tres sag. Sidstnævnte fik lov til at besøge de fængslede og det menes at han smuglede 3000 $, der senere blev beslaglagt, ind i deres celle. Han skulle også have givet dem et brev, som de russiske myndigheder dog valgte ikke at oversætte. I april 1997 blev de tre idømt tre måneders fængsel, men blev løsladt en måned senere. De stak af uden at betale deres beskikkede advokat Abdulkhalik Abdusalamov de 1800 $ de skyldte ham, idet de hævdede at være for fattige til at kunne betale. Shehata, der havde besøgt dem i fængslet, rejste herefter til Tjetjenien, hvor han mødtes med Ibn Khattab.

### Nytænkning af Egyptisk Islamisk Jihad
I årene omkring sin anholdelse i Rusland tilbragte Zawahiri meget tid uden for Egypten, og begyndte i samarbejde med andre eksil-militante at rekonstituere Egyptisk Islamisk Jihad (EIJ). Gruppen havde efter sigende "meget løse bånd til den primære, fængslede leder, Abud al-Zumur." I Peshawar menes Zawahiri at være blevet yderligere radikaliseret af andre Al-Jihad-medlemmer, idet han opgav sin gamle strategi med at gennemføre et hurtigt statskup, og således ændre samfundet fra oven. I stedet tog han idéen om takfir til sig. I 1991 brød EIJ officielt med al-Zumur, og Zawahiri overtog lederskabet af gruppen.

### Aktiviteter i Iran
Zawahiri har angiveligt arbejdet samarbejdet med Den Islamiske Republik Iran på vegne af Al-Qaeda. Lawrence Wright skriver, at EIJ-agent Ali Mohammed "fortalte FBI at Al-Jihad havde planlagt et kup i Egypten i 1990". Zawahiri havde studeret den islamistiske, iranske revolution og ønskede "træning af iranerne" i, hvordan deres succes kunne gentages, denne gang blot i Egypten.
Han tilbød Iran information om en plan fra den egyptiske regering om at storme et antal øer i den Persiske Golf, som både Iran og De Forenede Arabiske Emirater gjorde krav på. Ifølge Mohammed betalte Iran al-Zawahiri 2 mio. dollars for informationen, samt hjalp med træningen af Al-Jihad-medlemmer til et kup, der dog aldrig fandt sted.
I offentligheden har Zawahiri dog gjort meget ud af at lægge afstand til Iran. I december 2007 udtalte han, at "vi opdagede, at Iran samarbejde med USA i deres invasioner af Afghanistan og Irak". Han afviste ethvert samarbejde mellem Iran og Al-Qaeda i bekæmpelsen af deres fælles fjende, USA, og udtalte desuden, at "Iran har stukket en kniv i ryggen på den islamiske nation". I 2008 kritiserede han den iranske regering for at anerkende "de to marionetregeringer i Afghanistan og Irak".

### Aktiviteter i Rusland
Der er blevet sået tvivl om Zawahiris ophold i Rusland i 1996. Evgenii Novikov fra Jamestown Foundation har pointeret det usandsynlige i, at russerne, trods deres veluddannede arabister, ikke var i stand til at fastslå Zawahiris rigtige identitet. Dette endda på trods af det åbenlyst opsynsvækkende ved muslimer, der illegalt krydser grænsen til Rusland medbringende flere falske identitetspapirer samt kodede meddelelser på arabisk. Nu myrdede, tidligere FSB-agent Alexander Litvinenko hævdede, at Zawahiri under sit ophold i Rusland blev trænet af FSB samt at han ikke var den eneste forbindelse til Al-Qaeda.

### Massakren i Luxor
I 1997, mens han opholdt sig i Jalalabad i Afghanistan, fik Zawahiri nys om et nyt, stort ikke-voldeligt fredsinitiativ i Egypten for at standse den lange terror- og voldsbølge, landet havde oplevet gennem en årrække. Zawahiri skrev et vredt svar til dette initiativ i den engelske avis Al-Sharq al-Awsat